# Powys
Powys és un dels comtats de Gal·les establerts en la divisió administrativa del 1974. Aplega els antics comtats de Brecknock, Montgomery i Radnor. La capital és Lladrindod Wells.

## Situació del gal·lès a Powys
Segons el cens lingüístic del 1992, hi havia 23.590 parlants de gal·lès a Powys (20,9% de la població), que en el cens del 2001 augmentaren a 26.000 (el 21%). Encara es parla al comtat de Trefaldwyn (23,3% en total, però oscil·la entre el 68,3% a Llanbrymair al 4,6% de Church Stoke) i a Coedwig (8,3%, però era del 6,2% el 1901)

## Història
Veure Regne de Powys.